# Campionato dei Caraibi di rugby a 15 2011
Il campionato dei Caraibi di rugby 2011 (in inglese 2011 NACRA Rugby Championship) fu la 4ª edizione del campionato dei Caraibi di rugby a 15 organizzata dal NACRA, la confederazione continentale rugbistica centro-nordamericana.
Il titolo è andato alle Bermuda che in finale ha battuto i padroni di casa della Guyana.

## Squadre partecipanti
Le 12 squadre furono divise in due zone (Nord e Sud) e affrontarono due fasi per giungere alla finale.
Le squadre di Bahamas, Bermuda, Guyana e Trinidad e Tobago passarono direttamente alla seconda fase, mentre le 4 squadre rimanenti di ogni zona si incontrarono in un torneo a eliminazione diretta la cui vincitrice fu ammessa alla seconda fase.
Nella seconda fase le squadre si affrontarono in un girone di sola andata la cui vincitrici parteciparono alla finale.
| Zona                        | Nord                                            | Sud                                                                              |
| --------------------------- | ----------------------------------------------- | -------------------------------------------------------------------------------- |
| Ammesse alla seconda fase   | - Bahamas - Bermuda                             | - Guyana - Trinidad e Tobago                                                     |
| Partecipano alla prima fase | - Isole Cayman - Giamaica - Messico - USA South | - Barbados - Isole Vergini Britanniche - Saint Vincent e Grenadine - Saint Lucia |

## Prima fase

### Zona nord
|  | Semifinali   | Semifinali   | Semifinali   |              |         | Finale  | Finale | Finale |  |
|  |              |              |              |              |         |         |        |        |  |
|  | Messico      | Messico      | 25           |              |         |         |        |        |  |
|  | Messico      | Messico      | 25           |              |         |         |        |        |  |
|  | USA South    | USA South    | 9            |              |         |         |        |        |  |
|  | USA South    | USA South    | 9            |              | Messico | Messico | 34     |        |  |
|  |              |              |              |              | Messico | Messico | 34     |        |  |
|  |              |              | Isole Cayman | Isole Cayman | 20      |         |        |        |  |
|  | Isole Cayman | Isole Cayman | Isole Cayman | Isole Cayman | 20      | 36      |        |        |  |
|  | Isole Cayman | Isole Cayman |              |              |         |         |        |        |  |
|  | Giamaica     | Giamaica     | 24           |              |         |         |        |        |  |

Semifinali
| 9 aprile 2011 | Messico | 25 – 9 | Stati Uniti |  |

| 16 aprile 2011 | Isole Cayman | 36 – 24 | Giamaica |  |

Finale
| 30 aprile 2011 | Messico | 34 – 20 | Isole Cayman |  |

- Messico avanza alla seconda fase.

### Zona sud
|  | Semifinali                | Semifinali                | Semifinali                |                           |          | Finale   | Finale | Finale |  |
|  |                           |                           |                           |                           |          |          |        |        |  |
|  | Isole Vergini Britanniche | Isole Vergini Britanniche | 25                        |                           |          |          |        |        |  |
|  | Isole Vergini Britanniche | Isole Vergini Britanniche | 25                        |                           |          |          |        |        |  |
|  | Saint Vincent e Grenadine | Saint Vincent e Grenadine | 13                        |                           |          |          |        |        |  |
|  | Saint Vincent e Grenadine | Saint Vincent e Grenadine | 13                        |                           | Barbados | Barbados | 19     |        |  |
|  |                           |                           |                           |                           | Barbados | Barbados | 19     |        |  |
|  |                           |                           | Isole Vergini Britanniche | Isole Vergini Britanniche | 13       |          |        |        |  |
|  | Barbados                  | Barbados                  | Isole Vergini Britanniche | Isole Vergini Britanniche | 13       | 31       |        |        |  |
|  | Barbados                  | Barbados                  |                           |                           |          |          |        |        |  |
|  | Saint Lucia               | Saint Lucia               | 12                        |                           |          |          |        |        |  |

Semifinali
| 9 aprile 2011 | Isole Vergini Britanniche | 25 – 13 | Saint Vincent e Grenadine |  |

| 16 aprile 2011 | Barbados | 31 – 12 | Saint Lucia |  |

Finale
| 30 aprile 2011 | Barbados | 19 – 13 | Isole Vergini Britanniche |  |

## Seconda fase

### Zona nord
| 14 maggio 2011 | Bermuda | 13 – 10 | Bahamas |  |

| 28 maggio 2011 | Bahamas | 17 – 12 | Messico |  |

| 5 giugno 2011 | Bermuda | 26 – 7 | Messico |  |

Classifica
|  | Classifica | G | V | N | P | P+ | P- | diff. | PT |
|  | ---------- | - | - | - | - | -- | -- | ----- | -- |
|  | Bermuda    | 2 | 2 | 0 | 0 | 39 | 17 | 22    | 6  |
|  | Bahamas    | 2 | 1 | 0 | 1 | 27 | 25 | 2     | 3  |
|  | Messico    | 2 | 0 | 0 | 2 | 19 | 43 | -24   | 0  |

### Zona sud
| 21 maggio 2011 | Trinidad e Tobago | 17 – 10 | Barbados |  |

| 28 maggio 2011 | Guyana | 22 – 20 | Trinidad e Tobago |  |

| 11 giugno 2011 | Guyana | 20 – 7 | Barbados |  |

Classifica
|  | Classifica        | G | V | N | P | P+ | P- | diff. | PT |
|  | ----------------- | - | - | - | - | -- | -- | ----- | -- |
|  | Guyana            | 2 | 2 | 0 | 0 | 42 | 27 | 15    | 6  |
|  | Trinidad e Tobago | 2 | 1 | 0 | 1 | 37 | 32 | 5     | 3  |
|  | Barbados          | 2 | 0 | 0 | 2 | 17 | 37 | -20   | 0  |
|  |                   |   |   |   |   |    |    |       |    |

## Finale
| Georgetown 22 giugno 2011            | Guyana | 0 – 11           | Bermuda | Providence Stadium |
| mt Thomas Greenslad c.p. Tom Edwards |        |                  |         |                    |
|                                      |        |                  |         |                    |
|                                      | mt     | Thomas Greenslad |         |                    |
|                                      | c.p.   | Tom Edwards      |         |                    |